# Gao Mobo
Gao Mobo (chinês: 高默波; também: Mobo C. F. Gao, nascido como Gao Changfan – 3 de dezembro de 1952) é um sinólogo sino-australiano nascido na aldeia Gao, Jiangxi, República Popular da China. Tornou-se conhecido após publicar seu livro The Battle for China’s Past: Mao and the Cultural Revolution, onde aborda os pontos positivos da Era Mao para o bem-estar do povo chinês e a disputa que ocorre na China atual acerca do legado de Mao Zedong e da Grande Revolução Cultural Proletária.

## Biografia
Gao Mobo, filho de camponeses, nasceu em uma aldeia em Jiangxi que não tinha eletricidade na época. Quando criança, experimentou um curto período de fome após os eventos do Grande Salto Adiante.
No início da Revolução Cultural, Gao tornou-se um "professor descalço" na escola da aldeia, mas foi destituído do cargo e submetido a sessões de crítica e autocrítica.
Em 1973, Gao deixou a aldeia para estudar inglês na Universidade de Xiamen, na província de Fujian. Em 1977 ele foi para a Grã-Bretanha estudar na Universidade de Gales e na Universidade de Westminster, em Londres. Concluiu o mestrado e o doutorado na Universidade de Essex em Colchester. Especializou-se em língua e cultura chinesas e tornou-se fellow visitante na Universidade de Oxford, na Grã-Bretanha, e na Universidade de Harvard, nos Estados Unidos.
Em 1990, Gao emigrou para a Austrália e tornou-se professor associado na Universidade da Tasmânia em Hobart. Mais tarde ele se tornou professor sênior na Universidade de Adelaide, em Adelaide. Em 2008, Gao foi nomeado diretor do Instituto Confúcio da Universidade de Adelaide.
Gao retorna com frequência à sua aldeia natal para visitar seu irmão.

## Trabalho

### Livros
- A Reference Grammar of Mandarin Chinese, Queensland: XACT Publications, 2000.
- Mandarin Chinese: An Introduction, Melbourne: Oxford University Press, 2000, reprinted in 2002.
- Gao Village: Rural Life in Modern China, London: C. Hurst & Co.; Hawaii: Hawaii University Press; Hong Kong: Hong Kong University Press; Bathurst: Crawford House Publishers, Australia, 1999, reprinted in paper back by Hawai'i University Press in 2007.
- The Battle for China’s Past: Mao and the Cultural Revolution, London: Pluto Press, 2008.
- Constructing China: Clashing Views of the People's Republic, London: Pluto Press, 2018.
- Gao Village Revisited: Whither Rural China, Hong Kong: The Chinese University Press, 2019.

### Artigos (seleção)
- Chinese What Chinese: The Politics of Authenticity and Ethnic Identity, in Lee Guan Kin, ed., National Boundaries and Cultural Configurations, Centre for Chinese Language and Culture and Global Publishing Co. Pte. Ltd, in print.
- China and Capitalism: If Market Capitalism Is Good for the West, Why Is Capitalism with Chinese Characteristics Bad?, Critical Perspectives on China's Economic Transformation, Introduction par Hari P. Sharma, Delhi, Daanish Bookjs, 2008
- The Question of Land: An Alternative Model to Modernity?, in Joseph Cheng, ed., Challenges and Policy Programmes of Chinese Next Leadership, City University of Hong Kong Press, Hong Kong, 2007, p. 413–434.
- Chinese Media Coverage of 9/11, with Ming Liang, in Tomasz Pludowski, ed., How the World's News Media Reacted to 9/11. Essays from Around the Globe, Marquette Books, Spokane, WA, 2007, p. 186–205.
- 關于「文化大革命」的記憶、思考和爭論：解讀「浩劫」話語 (Memories of the Cultural Revolution: Deconstructing the Holocaust Discourse), in Song Geng ed., Globalization and Chineseness: Postcolonial Readings of Contemporary Culture (《全球化與「中國性」：當代文化的後殖民解讀》), Hong Kong University Press, Hong Kong, 2006, p. 247–260.
- Introduction, in Eric Shaoquan Zhang, The Impact of ELT on Ideology in China (1980-2000), Shanghai, Central China Normal University Press, 2006, p. 1–10.
- Communist Economic Model, in Thomas Leonard, ed., Encyclopaedia of the Developing World, Vol. 1, Routledge, New York and Oxon, 2006. p. 385–387.
- 书写历史和高家村 (Writing History and Gao Village), in Luo Gang, 《年思想文集》  (Collected Writings on Ideas in 2004), 桂林：广西师大出版社 2004, p. 266–273.
- The Rise of Neo-Nationalism and the New Left: A Post-Colonial and Postmodernism Perspective, in Leong Liew and Shaoguang Wang, eds., Nationalism, Democracy and National Integration in China, Routledge/Curzon, Londres, 2004, p. 44–62.
- The Great Wall that Divides Two Chinas and the Rural/Urban Disparity Challenge, in Joseph Cheng, ed., China's Challenges in the Twenty-First Century, City University of Hong Kong Press, Hong Kong, 2003, p. 533–557.
- 运用第一语言来学习第二语言 (Learn the Second language by Using the First Language), in Zhang Dexing and Li Xiaoqi, eds., 《队以英语为母语的汉语教学研究》 (Teaching Chinese to Students Whose Mother Tongue is English), 北京：人民教育出版社, 2002, p. 296–308.
- Influence of Native Culture and Language on Intercultural Communication: the Case of PRC Student Immigrants in Australia, in Jens Allwood and Beatriz Dorriots, eds., The Diversity of Intercultural Communication, Papers in Anthropological Linguistics 28, Boteborg University, Boteborg, 2002, p. 33–53.
- 从一个极端到另一个极端：是否该偏正一点儿？ (From One Extreme to Another: Is It Time to Adjust the Swing of the Pendulum?), in Yang Jianli, ed., 《红色革命和黑色造反》（Red Revolution and Black Rebellion）Boston: Twenty-First Century Book Series Foundation for China in the 21st Century, 1997, p. 17–34.
- Welfare Problems and Needs for Migrant Workers in South China, Chapter 6, in Wing Lo and Joseph Cheng, eds., Social Welfare Development in China, Constraints and Challenges, Imprint Publications, Chicago, 1997, p. 101–120.
- Self-Reference Materials: A Grammar Hand Book, in Mary Farquhar and Penny McKay eds., China Connections: Australia Business Needs and University Language Education, National Language and Literacy Institute of Australia, Canberra, 1996, p. 246–257.
- Migrant Workers from Rural China: Their Conditions and Some Social Implications for Economic Development in South China, in David Schak ed., Entrepreneurship Economic Growth and Social Change: The Transformation of Southern China, Centre for the Studies of Australian and Asian Relations, Queensland, 1994, p. 21–38.

### Resenhas
Gao escreveu diversas resenhas em jornais e revistas online, incluindo: Portal, The International Journal of Humanities, Journal of Chinese Australia, China Study Group, Critical Asian Studies / Bulletin of Concerned Asian Scholars, Asia Media, Asian Studies Review, China Information, Pacific Asian Education, The Hong Kong Journal of Social Sciences, Journal of Contemporary Asia, Intercultural Communication, China Report (Nova Deli), International Migration Quarterly Review, Pacific-Asian Education, Ming Pao Monthly, The Babel, The Copenhagen Journal of Asian Studies, China Rights Forum, Australian Journal of Linguistics, Proceedings of Leiden Conference for Junior Linguists, New Statesman, Chinese News Digest, 《中国2000论坛》 (jornal online), China and World (jornal online), Australian-China Review, e Australia-Asian Society of Tasmania Newsletter.